# محوطه کولبه
محوطه کولبه مربوط به سدهٔ ۶ تا ۸ ه‍.ق است و در شهرستان اشنویه، بخش نالوس، دهستان اشنویه جنوبی، روستای ده گرجی واقع شده و این اثر در تاریخ ۷ اسفند ۱۳۸۵ با شمارهٔ ثبت ۱۷۷۱۹ به‌عنوان یکی از آثار ملی ایران به ثبت رسیده‌است.